# Llista d'asteroides/159301-159400
| Nom               | Designació provisional | Data de descobriment   | Lloc de descobriment | Descobridor/s                                          |
| ----------------- | ---------------------- | ---------------------- | -------------------- | ------------------------------------------------------ |
| 159301 -          | 2006 BD62              | 22 de gener de 2006    | Catalina             | CSS                                                    |
| 159302 -          | 2006 BF65              | 22 de gener de 2006    | Mount Lemmon         | Mount Lemmon Survey                                    |
| 159303 -          | 2006 BY66              | 23 de gener de 2006    | Kitt Peak            | Spacewatch                                             |
| 159304 -          | 2006 BK77              | 23 de gener de 2006    | Mount Lemmon         | Mount Lemmon Survey                                    |
| 159305 -          | 2006 BG79              | 23 de gener de 2006    | Kitt Peak            | Spacewatch                                             |
| 159306 -          | 2006 BA81              | 23 de gener de 2006    | Kitt Peak            | Spacewatch                                             |
| 159307 -          | 2006 BY89              | 25 de gener de 2006    | Kitt Peak            | Spacewatch                                             |
| 159308 -          | 2006 BV98              | 25 de gener de 2006    | Catalina             | CSS                                                    |
| 159309 -          | 2006 BO100             | 28 de gener de 2006    | 7300 Observatory     | W. K. Y. Yeung                                         |
| 159310 -          | 2006 BG101             | 23 de gener de 2006    | Mount Lemmon         | Mount Lemmon Survey                                    |
| 159311 -          | 2006 BV101             | 23 de gener de 2006    | Mount Lemmon         | Mount Lemmon Survey                                    |
| 159312 -          | 2006 BE149             | 23 de gener de 2006    | Catalina             | CSS                                                    |
| 159313 -          | 2006 BF150             | 24 de gener de 2006    | Anderson Mesa        | LONEOS                                                 |
| 159314 -          | 2006 BQ152             | 25 de gener de 2006    | Kitt Peak            | Spacewatch                                             |
| 159315 -          | 2006 BU166             | 26 de gener de 2006    | Mount Lemmon         | Mount Lemmon Survey                                    |
| 159316 -          | 2006 BY185             | 28 de gener de 2006    | Mount Lemmon         | Mount Lemmon Survey                                    |
| 159317 -          | 2006 BK195             | 30 de gener de 2006    | Kitt Peak            | Spacewatch                                             |
| 159318 -          | 2006 BG207             | 31 de gener de 2006    | Mount Lemmon         | Mount Lemmon Survey                                    |
| 159319 -          | 2006 BT220             | 30 de gener de 2006    | Kitt Peak            | Spacewatch                                             |
| 159320 -          | 2006 BH222             | 30 de gener de 2006    | Kitt Peak            | Spacewatch                                             |
| 159321 -          | 2006 BZ267             | 26 de gener de 2006    | Catalina             | CSS                                                    |
| 159322 -          | 2006 BY270             | 26 de gener de 2006    | Palomar              | NEAT                                                   |
| 159323 -          | 2006 BH274             | 23 de gener de 2006    | Mount Lemmon         | Mount Lemmon Survey                                    |
| 159324 -          | 2006 CW11              | 1 de febrer de 2006    | Kitt Peak            | Spacewatch                                             |
| 159325 -          | 2006 CN14              | 1 de febrer de 2006    | Kitt Peak            | Spacewatch                                             |
| 159326 -          | 2006 CL15              | 1 de febrer de 2006    | Kitt Peak            | Spacewatch                                             |
| 159327 -          | 2006 CW26              | 2 de febrer de 2006    | Kitt Peak            | Spacewatch                                             |
| 159328 -          | 2006 CF27              | 2 de febrer de 2006    | Kitt Peak            | Spacewatch                                             |
| 159329 -          | 2006 CA50              | 3 de febrer de 2006    | Mount Lemmon         | Mount Lemmon Survey                                    |
| 159330 -          | 2006 CZ50              | 4 de febrer de 2006    | Kitt Peak            | Spacewatch                                             |
| 159331 -          | 2006 DU5               | 20 de febrer de 2006   | Catalina             | CSS                                                    |
| 159332 -          | 2006 DM10              | 20 de febrer de 2006   | Kitt Peak            | Spacewatch                                             |
| 159333 -          | 2006 DL26              | 20 de febrer de 2006   | Mount Lemmon         | Mount Lemmon Survey                                    |
| 159334 -          | 2006 DT41              | 23 de febrer de 2006   | Mount Lemmon         | Mount Lemmon Survey                                    |
| 159335 -          | 2006 DE67              | 22 de febrer de 2006   | Anderson Mesa        | LONEOS                                                 |
| 159336 -          | 2006 DD79              | 24 de febrer de 2006   | Kitt Peak            | Spacewatch                                             |
| 159337 -          | 2006 DQ163             | 27 de febrer de 2006   | Mount Lemmon         | Mount Lemmon Survey                                    |
| 159338 -          | 2006 DG198             | 26 de febrer de 2006   | Anderson Mesa        | LONEOS                                                 |
| 159339 -          | 2006 EE14              | 2 de març de 2006      | Kitt Peak            | Spacewatch                                             |
| 159340 -          | 2006 EF14              | 2 de març de 2006      | Kitt Peak            | Spacewatch                                             |
| 159341 -          | 2006 FX1               | 23 de març de 2006     | Mount Lemmon         | Mount Lemmon Survey                                    |
| 159342 -          | 2006 JR                | Siding Spring          | SSS                  |                                                        |
| 159343 -          | 2006 QP112             | 23 d'agost de 2006     | Palomar              | NEAT                                                   |
| 159344 -          | 2006 QS142             | 29 d'agost de 2006     | Catalina             | CSS                                                    |
| 159345 -          | 2006 SV12              | 16 de setembre de 2006 | Palomar              | NEAT                                                   |
| 159346 -          | 2006 SM212             | 26 de setembre de 2006 | Kitt Peak            | Spacewatch                                             |
| 159347 -          | 2006 XS15              | 10 de desembre de 2006 | Kitt Peak            | Spacewatch                                             |
| 159348 -          | 2007 CJ61              | 15 de febrer de 2007   | Catalina             | CSS                                                    |
| 159349 -          | 2007 DL4               | 16 de febrer de 2007   | Mount Lemmon         | Mount Lemmon Survey                                    |
| 159350 -          | 2007 DL100             | 25 de febrer de 2007   | Catalina             | CSS                                                    |
| 159351 Leonpascal | 2007 EB10              | 10 de març de 2007     | Marly                | P. Kocher                                              |
| 159352 -          | 2007 EZ47              | 9 de març de 2007      | Kitt Peak            | Spacewatch                                             |
| 159353 -          | 2007 EU88              | 9 de març de 2007      | Kitt Peak            | Spacewatch                                             |
| 159354 -          | 2007 EL137             | 11 de març de 2007     | Kitt Peak            | Spacewatch                                             |
| 159355 -          | 2007 EA138             | 11 de març de 2007     | Kitt Peak            | Spacewatch                                             |
| 159356 -          | 2007 ES180             | 14 de març de 2007     | Mount Lemmon         | Mount Lemmon Survey                                    |
| 159357 -          | 2007 EF204             | 10 de març de 2007     | Kitt Peak            | Spacewatch                                             |
| 159358 -          | 2007 FA31              | 20 de març de 2007     | Kitt Peak            | Spacewatch                                             |
| 159359 -          | 2007 FX35              | 25 de març de 2007     | Catalina             | CSS                                                    |
| 159360 -          | 2007 FF39              | 30 de març de 2007     | Palomar              | NEAT                                                   |
| 159361 -          | 2007 GU23              | 11 d'abril de 2007     | Kitt Peak            | Spacewatch                                             |
| 159362 -          | 2007 GX44              | 14 d'abril de 2007     | Kitt Peak            | Spacewatch                                             |
| 159363 -          | 2007 HT23              | 18 d'abril de 2007     | Kitt Peak            | Spacewatch                                             |
| 159364 -          | 4854 P-L               | 24 de setembre de 1960 | Palomar              | C. J. van Houten, I. van Houten-Groeneveld, T. Gehrels |
| 159365 -          | 6752 P-L               | 24 de setembre de 1960 | Palomar              | C. J. van Houten, I. van Houten-Groeneveld, T. Gehrels |
| 159366 -          | 3133 T-2               | 30 de setembre de 1973 | Palomar              | C. J. van Houten, I. van Houten-Groeneveld, T. Gehrels |
| 159367 -          | 1977 OX                | Siding Spring          | R. H. McNaught       |                                                        |
| 159368 -          | 1979 QB                | 22 d'agost de 1979     | Palomar              | E. F. Helin                                            |
| 159369 -          | 1993 UJ4               | 20 d'octubre de 1993   | La Silla             | E. W. Elst                                             |
| 159370 -          | 1994 JA2               | 1 de maig de 1994      | Kitt Peak            | Spacewatch                                             |
| 159371 -          | 1995 CG8               | 2 de febrer de 1995    | Kitt Peak            | Spacewatch                                             |
| 159372 -          | 1995 YP7               | 16 de desembre de 1995 | Kitt Peak            | Spacewatch                                             |
| 159373 -          | 1996 FD18              | 22 de març de 1996     | La Silla             | E. W. Elst                                             |
| 159374 -          | 1996 RW7               | 6 de setembre de 1996  | Kitt Peak            | Spacewatch                                             |
| 159375 -          | 1996 XQ31              | 8 de desembre de 1996  | Xinglong             | BAO Schmidt CCD Asteroid Program                       |
| 159376 -          | 1997 GW31              | 15 d'abril de 1997     | Kitt Peak            | Spacewatch                                             |
| 159377 -          | 1997 TO1               | 3 d'octubre de 1997    | Caussols             | ODAS                                                   |
| 159378 -          | 1997 TS20              | 4 d'octubre de 1997    | Kitt Peak            | Spacewatch                                             |
| 159379 -          | 1998 AQ5               | 8 de gener de 1998     | Caussols             | ODAS                                                   |
| 159380 -          | 1998 CV                | Kleť                   | M. Tichý, Z. Moravec |                                                        |
| 159381 -          | 1998 FB                | 16 de març de 1998     | Stroncone            | Stroncone                                              |
| 159382 -          | 1998 FQ110             | 31 de març de 1998     | Socorro              | LINEAR                                                 |
| 159383 -          | 1998 FC136             | 28 de març de 1998     | Socorro              | LINEAR                                                 |
| 159384 -          | 1998 HO147             | 23 d'abril de 1998     | Socorro              | LINEAR                                                 |
| 159385 -          | 1998 KC7               | 22 de maig de 1998     | Anderson Mesa        | LONEOS                                                 |
| 159386 -          | 1998 KE58              | 28 de maig de 1998     | Xinglong             | BAO Schmidt CCD Asteroid Program                       |
| 159387 -          | 1998 MT18              | 19 de juny de 1998     | Caussols             | ODAS                                                   |
| 159388 -          | 1998 OL11              | 26 de juliol de 1998   | La Silla             | E. W. Elst                                             |
| 159389 -          | 1998 QW3               | 22 d'agost de 1998     | Haleakala            | NEAT                                                   |
| 159390 -          | 1998 QJ11              | 17 d'agost de 1998     | Socorro              | LINEAR                                                 |
| 159391 -          | 1998 QD28              | 26 d'agost de 1998     | Kitt Peak            | Spacewatch                                             |
| 159392 -          | 1998 QY35              | 17 d'agost de 1998     | Socorro              | LINEAR                                                 |
| 159393 -          | 1998 SR15              | 16 de setembre de 1998 | Kitt Peak            | Spacewatch                                             |
| 159394 -          | 1998 SK37              | 21 de setembre de 1998 | Kitt Peak            | Spacewatch                                             |
| 159395 -          | 1998 SQ41              | 25 de setembre de 1998 | Kitt Peak            | Spacewatch                                             |
| 159396 -          | 1998 SH70              | 21 de setembre de 1998 | Socorro              | LINEAR                                                 |
| 159397 -          | 1998 SD90              | 26 de setembre de 1998 | Socorro              | LINEAR                                                 |
| 159398 -          | 1998 TN38              | 12 d'octubre de 1998   | Anderson Mesa        | LONEOS                                                 |
| 159399 -          | 1998 UL1               | 18 d'octubre de 1998   | Socorro              | LINEAR                                                 |
| 159400 -          | 1998 VL                | Goodricke-Pigott       | R. A. Tucker         |                                                        |